# Ronna Burger
Ronna C. Burger (* 5. Dezember 1947) ist eine US-amerikanische Philosophin, Philosophiehistorikerin und Hochschullehrerin.
Burger erwarb einen Ph.D. in Philosophie bei Seth Benardete an der New School for Social Research Graduate Faculty und lehrte seit 1980 an der Tulane University. Dort war sie zuletzt Professorin für Philosophie und Sizeler Professor für Judaistik. Ihre Forschungen wurden durch die Andrew W. Mellon Foundation, das National Endowment for the Humanities, die Earhart Foundation, die Alexander-von-Humboldt-Stiftung und die Carl Friedrich von Siemens Stiftung unterstützt.
Burger arbeitet zu Platon und Aristoteles sowie zu Maimonides und der hebräischen Bibel.

## Schriften (Auswahl)
Monographien
- On Plato’s Euthyphro. Carl Friedrich von Siemens Stiftung, 2015.
- Aristotle’s Dialogue with Socrates: on the Nicomachean Ethics. Chicago, 2008.
- The Phaedo: A Platonic Labyrinth. Yale, 1984; Nachdruck, St. Augustine’s Press 1999.
- Plato’s Phaedrus: A Defense of a Philosophic Art of Writing. Alabama, 1980.

Herausgeberschaften
- mit Patrick Goodin (Hrsg.): The Eccentric Core: the Thought of Seth Benardete. St. Augustine’s Press, 2017.
- mit Michael Davis (Hrsg.): The Archaeology of the Soul: Platonic Readings in Ancient Poetry and Philosophy by Seth Benardete. St. Augustine’s Press, 2012.
- (Hrsg.): Encounters and Reflections: Conversations with Seth Benardete. Chicago, 2002.
- mit Michael Davis (Hrsg.): The Argument of the Action: Essays on Greek Poetry and Philosophy by Seth Benardete. University of Chicago Press, 2000.